# Raphidiocystis brachypoda
Raphidiocystis brachypoda är en gurkväxtart som beskrevs av John Gilbert Baker. Raphidiocystis brachypoda ingår i släktet Raphidiocystis och familjen gurkväxter. Inga underarter finns listade i Catalogue of Life.